# Durondeau
De Durondeau is een perenras dat door liefhebbers beschouwd wordt als de "koning der peren". Het is een peer met een erg uitgesproken, aromatische, fris-zoetzure smaak. Hij werd ontwikkeld door de Waalse kweker Charles Louis Durondeau, uit Tongre-Notre-Dame in Henegouwen.

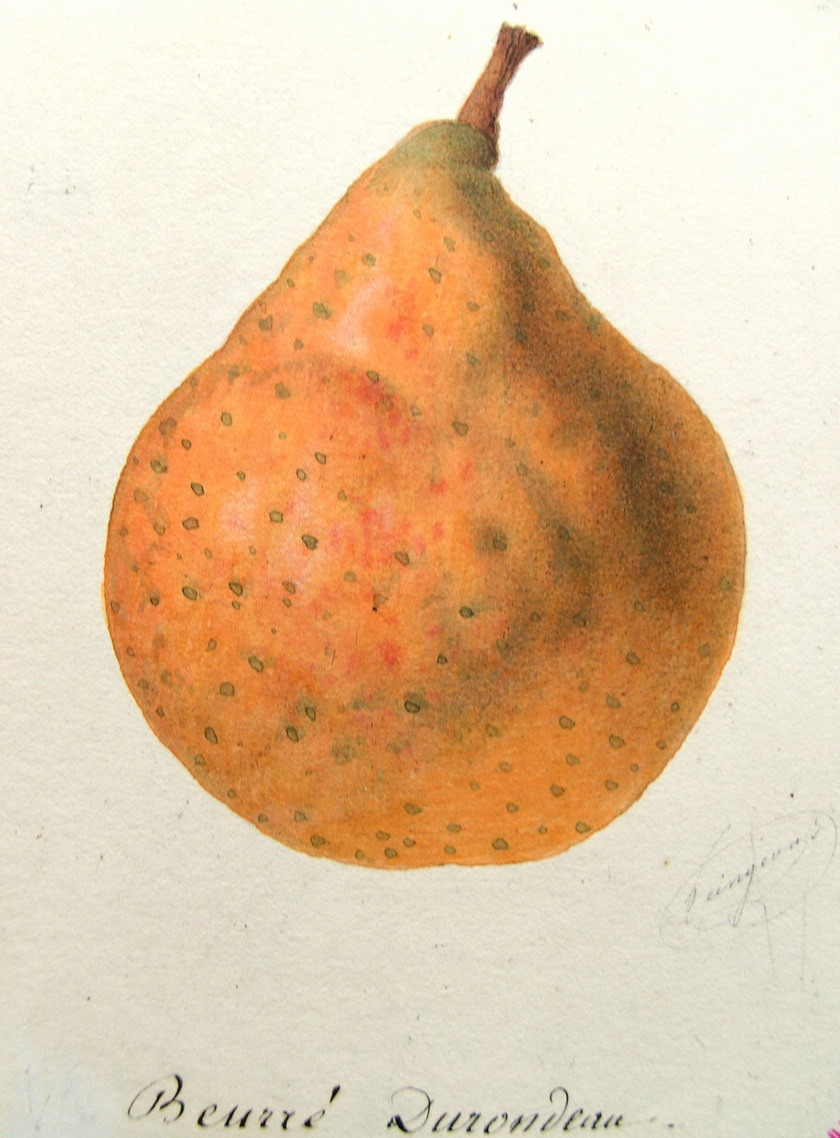
Beurré Durondeau.

De Durondeauperelaar kent een matige tot middelmatige groei met dunne, openvallende en afhangende twijgen en takken. Boomgaarden met Durondeau zijn gevoelig voor perenschurft (Venturia pirina) en perenvuur (Erwinia amylovora).
De vruchten zijn middelgroot tot zeer groot, met een groenachtige schil en stevig vruchtvlees. De smakelijkste peren vertonen vaak een rode schijn langs een van de zijden.
De Durondeaupeer is beperkt houdbaar en moet gegeten worden vóór het moment van maximale rijping. Wanneer de schil geel wordt, is het beste eraf. Het vruchtvlees wordt onvast, glibberig en flauw en de typische zurigheid verdwijnt.
Het Durondeauseizoen is kort, het duurt niet langer dan een maand. De vruchten zijn op hun hoogtepunt in oktober, al kan het seizoen afhankelijk van het weer in lente en zomer soms vroeger vallen (in 2007 bijvoorbeeld in september), of ook later. Peren die in november of december bij de consument komen, vertonen vaak binnenin bruine vlekken en het vruchtvlees is bloemig en smakeloos. 
Synoniem:  Tongern, Birne von Tongern, Poire de Tongres en Beurré Durondeau.